# Ali Salem Tamek
Ali Salem Tamek (àrab: علي سالم التامك, ʿAlī Sālim at-Tāmik) (Assa, Marroc, 24 de desembre de 1973) és un sindicalista i activista dels drets humans i independentista sahrauí.
Ali Salem Tamek va néixer a Assa, al sud del Marroc. Ha sorgit com un dels dissidents sahrauís més coneguts sota el domini marroquí. És vicepresident del Colectivo de Defensores Saharauis de los Derechos Humanos (CODESA).

## Biografia
Ha estat empresonat cinc vegades per activitats nacionalistes, acomiadat del seu treball, i amb el passaport confiscat durant un llarg període.
El 13 de setembre de 1993, va ser detingut per primera vegada, juntament amb altres sahrauís, a la frontera entre Algèria i el Marroc a la província de Tata, on tractava d'unir-se al Polisario. Va ser condemnat a un any de presó i una multa de 10.000 dirhams. El 24 de novembre de 1997 va ser detingut de nou a Dakhla tractant de travessar la frontera entre el Marroc i Mauritània. Des de 1997, va treballar com a funcionari de l'administració local a Tuesgui (província d'Assa-Zag), però a l'abril de 2002 va ser traslladat a la força a Meknes, 1.300 km lluny de la seva casa. A finals de 2002 fou sentenciat a 2 anys de presó i una multa de 10.000 dirhams després de ser detingut el 26 d'agost a Rabat per "atemptar contra la seguretat interna de l'estat" com a cap de la branca sahrauí de l'organització de drets humans Fòrum per la Veritat i la Justícia. Això el va portar a ser esmentat per Amnistia Internacional com presoner de consciència. Marroc l'acusa de ser un agent del Front Polisario, cosa que ell nega, però sí admet el suport a l'objectiu del moviment d'alliberament, la celebració d'un referèndum sobre la independència recolzat per les Nacions Unides. Tamek desitja que el Sàhara Occidental esdevingui un estat independent sota els auspicis de la República Àrab Sahrauí Democràtica, el govern a l'exili creat pel Front Polisario, amb base en els campaments de refugiats sahrauís de Tindouf, Algèria.
Durant el seu empresonament ha participat en nombroses vagues de fam, i el 2003 va estar a prop de morir abans de ser alliberat per un perdó reial general el 7 de gener de 2004, per ordres de la "Comissió d'Equitat i Reconciliació". A causa de les precàries condicions de detenció a les presons marroquines, la seva salut havia empitjorat (pateix d'asma, reumatisme, al·lèrgies a la pell, i altres malalties).
Ha estat objecte de campanyes de difamació per la premsa marroquina, i es queixa d'assetjament per motius polítics i d'amenaces a la seva vida i a la seva família. La seva dona, Aicha Ramdan, ha informat el 2005 que el 2003 havia estat violada per cinc policies davant la seva filla de 3 anys durant la visita al seu marit a la presó d'Agadir presó. Ella va declarar que un d'ells era Brahim Tamek, cosí del seu marit, i un altre Mbarek Arsalane, tots dos membres de la Direction Générale de la Sûreté Nationale (policia marroquina). Ella va demanar asil polític a Espanya. Les autoritats marroquines s'havien negat a reconèixer el nom que la família havia posat a la seva primera filla, Thawra ("revolució" en àrab. Per aquesta raó, la família va ser privada il·legalment de l'assignació familiar que dona la llei marroquina.
El 18 de juliol de 2005 va ser detingut a l'aeroport d'Al-Aaiun quan tornava de Las Palmas de Gran Canària, després de recórrer Suïssa, Itàlia i Espanya donant conferències cercant suport a la independència del Sàhara Occidental. La revista Maroc Hebdo International el va posar en la seva portada de juliol de 2005 amb el títol "Enemic Públic Núm. 1". El Parlament Europeu va exigir el seu "alliberament immediat" en una resolució Arxivat 2007-06-26 at Archive.is el 27 d'octubre. El 14 de desembre Ali Salem Tamek fou sentenciat a 8 mesos de presó per un tribunal marroquí a El-Aaiún, on fou acusat d'incitar a l'alteració de l'ordre públic durant la intifada per la independència. Tant abans com després del judici, Amnistia Internacional i Human Rights Watch va emetre informes  Arxivat 2006-02-16 a Wayback Machine. Arxivat 2006-04-04 a Wayback Machine. amb la preocupació que Ali Salem Tamek i altres activistes sahrauís no tenien un judici just, i podien ser presoners de consciència. Va ser alliberat de nou per un perdó reial general l'abril de 2006.
Tamek ha completat els exàmens finals de l'escola secundària el 2007 al Marroc, però les autoritats marroquines no li van permetre estudiar dret i periodisme.
El 8 d'octubre de 2009, va ser detingut juntament amb uns altres sis activistes sahrauís dels drets humans (coneguts com "El set de Casablanca") a l'aeroport de Casablanca, després de tornar de visitar els membres de la seva família als campaments de refugiats sahrauís a Tindouf, Algèria. El jutge els acusa d'"amenaçar la seguretat de l'Estat", i va enviar el cas a un tribunal militar. Van ser declarats presoners de consciència per Amnistia Internacional.
Tamek, Brahim Dahhane, i Ahmed Nasiri foren alliberats el 23 d'abril de 2011, poc després d'iniciar una vaga de fam per protestar per les condicions de la seva reclusió.

## Premis i nominacions
El 10 de juny de 2005 fou guardonat amb el III Premi de la Solidaritat "Juan Antonio González Caraballo" en una cerimònia a Sevilla.
El 14 de març de 2010 va ser guardonat amb el I Premi a la justícia i els drets humans "Jose Manuel Méndez", concedit per la plataforma ciutadana "Asamblea por Tenerife".